# 중화인민공화국의 최고지도자
중화인민공화국의 최고지도자 (중국어 간체자: 最高领导人, 정체자: 最高領導人, 병음: Zuìgāo lǐngdǎo rén →최고영도인)는 중국공산당과 중화인민공화국 정부의 최고지도자이다.
"최고지도자"라는 명칭은 공식적으로 통용되지는 않으나, 이는 덩샤오핑 (1978-1989) 시대에 당,정,군의 최고 실권자를 부르는 비공식적 명칭으로 정립되었다. 또한 조선민주주의인민공화국에서도 2009년 헌법 개정으로 국가 최고 실권자(당시 국방위원장)를 "최고령도자"로 명시하였다.
중국공산당 중앙위원회 총서기 및 중화인민공화국 주석, 중국공산당 중앙군사위원회 주석 세 직함을 가진다. 하지만 국제사회에서는 주로 명목상으로는 중국공산당 총서기 직을 최고지도자로 사용한다. 이는 중국공산당 장정에 에 명시되어있다

## 역사
마오쩌둥이 1949년 중화인민공화국을 건설했을 때부터 시작되었다. 마오는 중화인민공화국 주석, 중국공산당 중앙위원회 주석, 중국공산당 중앙군사위원회 주석을 역임했다.
그러나 문화 대혁명 때 발생한 소요사태는 한 사람에게 집중된 권력의 분리 필요성을 불러일으켰고, 후야오방총서기, 리셴녠국가주석, 자오쯔양총리 등이 권력 분립을 요구 하였다. 하지만 덩샤오핑은 집권 동안 이 체제를 유지했고, 1980년대 이후 명문화되었다.
덩샤오핑의 후계자 장쩌민과 후진타오는 이후 중국공산당 중앙정치국 상무위원회를 통해 집단지도체제를 구축했다.
중국공산당 중앙위원회 총서기
(중국어 간체: 中国共产党中央委员会总书记; 중국어: 中國共產黨中央委員會總書記; 한어 병음: Zhōngguó gòngchǎndǎng zhōngyāng wěiyuánhuì zǒngshūjì)
중국공산당 중앙군사위원회 주석
(중국어 간체: 中国共产党中央军事委员会主席; 중국어: 中國共產黨中央軍事委員會主席; 한어 병음: Zhōngyāng jūnshì wěiyuánhuì zhǔxí)
중화인민공화국의 주석
(중국어 간체: 中华人民共和国主席; 중국어: 中華人民共和國主席; 한어 병음: Zhōnghuá rénmín gònghéguó zhǔxí)

## 최고지도자 목록
| 사진                                     | 이름                          | 직함                                    | 시기                                | 시기                                | 이념                                           | 국가주석                                                          | 국무원 총리                                              |
| ---------------------------------------- | ----------------------------- | --------------------------------------- | ----------------------------------- | ----------------------------------- | ---------------------------------------------- | ----------------------------------------------------------------- | -------------------------------------------------------- |
|                                          | 마오쩌둥 毛泽东 (1893–1976)   | 중국공산당 중국공산당 중앙정치국 총서기 | 1943년 3월 20일 – 1956년 9월 28일   | 1949년 10월 1일 ↓ 1976년 9월 9일    | 마오쩌둥 사상                                  | 겸직 (1945~1959) 류사오치 (1959~1968) 공석(1968~1975) 1975년 폐지 | 저우언라이 (1949~1976) 화궈펑(1976)                      |
| 중국공산당 중국공산당 중앙서기처 서기    | 마오쩌둥 毛泽东 (1893–1976)   |                                         | 1943년 3월 20일 – 1956년 9월 28일   | 1949년 10월 1일 ↓ 1976년 9월 9일    | 마오쩌둥 사상                                  | 겸직 (1945~1959) 류사오치 (1959~1968) 공석(1968~1975) 1975년 폐지 | 저우언라이 (1949~1976) 화궈펑(1976)                      |
| 중국공산당 중앙위원회 총서기             | 마오쩌둥 毛泽东 (1893–1976)   | 1945년 6월 19일 – 1976년 9월 9일        |                                     | 1949년 10월 1일 ↓ 1976년 9월 9일    | 마오쩌둥 사상                                  | 겸직 (1945~1959) 류사오치 (1959~1968) 공석(1968~1975) 1975년 폐지 | 저우언라이 (1949~1976) 화궈펑(1976)                      |
| 중화인민공화국 중앙인민정부 주석         | 마오쩌둥 毛泽东 (1893–1976)   | 1949년 10월 1일 – 1954년 9월 27일       |                                     | 1949년 10월 1일 ↓ 1976년 9월 9일    | 마오쩌둥 사상                                  | 겸직 (1945~1959) 류사오치 (1959~1968) 공석(1968~1975) 1975년 폐지 | 저우언라이 (1949~1976) 화궈펑(1976)                      |
| 중국인민정치협상회의 주석                | 마오쩌둥 毛泽东 (1893–1976)   | 1949년 9월 9일 – 1954년 12월 25일       |                                     | 1949년 10월 1일 ↓ 1976년 9월 9일    | 마오쩌둥 사상                                  | 겸직 (1945~1959) 류사오치 (1959~1968) 공석(1968~1975) 1975년 폐지 | 저우언라이 (1949~1976) 화궈펑(1976)                      |
| 중국공산당 중앙군사위원회 주석           | 마오쩌둥 毛泽东 (1893–1976)   | 1954년 9월 8일 – 1976년 9월 9일         |                                     | 1949년 10월 1일 ↓ 1976년 9월 9일    | 마오쩌둥 사상                                  | 겸직 (1945~1959) 류사오치 (1959~1968) 공석(1968~1975) 1975년 폐지 | 저우언라이 (1949~1976) 화궈펑(1976)                      |
| 중화인민공화국의 주석                    | 마오쩌둥 毛泽东 (1893–1976)   | 1954년 9월 27일 – 1959년 4월 27일       |                                     | 1949년 10월 1일 ↓ 1976년 9월 9일    | 마오쩌둥 사상                                  | 겸직 (1945~1959) 류사오치 (1959~1968) 공석(1968~1975) 1975년 폐지 | 저우언라이 (1949~1976) 화궈펑(1976)                      |
|                                          | 화궈펑 华国锋 (1921–2008)     | 중화인민공화국의 국무원총리             | 1976년 2월 4일 – 1980년 9월 10일    | 1976년 9월 9일 ↓ 1978년 12월 22일   | 두개의 대강 (마오쩌둥 사상)                    | 폐지                                                              | 겸직                                                     |
| 중국공산당 중앙위원회 부주석             | 화궈펑 华国锋 (1921–2008)     | 1976년 4월 7일 – 1976년 10월 7일        |                                     | 1976년 9월 9일 ↓ 1978년 12월 22일   | 두개의 대강 (마오쩌둥 사상)                    | 폐지                                                              | 겸직                                                     |
| 중국공산당 중앙위원회 총서기             | 화궈펑 华国锋 (1921–2008)     | 1976년 9월 9일 – 1981년 6월 28일        |                                     | 1976년 9월 9일 ↓ 1978년 12월 22일   | 두개의 대강 (마오쩌둥 사상)                    | 폐지                                                              | 겸직                                                     |
| 중국공산당 중앙군사위원회 주석           | 화궈펑 华国锋 (1921–2008)     | 1976년 10월 6일 – 1981년 6월 28일       |                                     | 1976년 9월 9일 ↓ 1978년 12월 22일   | 두개의 대강 (마오쩌둥 사상)                    | 폐지                                                              | 겸직                                                     |
|                                          | 덩샤오핑 邓小平 (1904–1997)   | 중화인민공화국 국무원 상무부총리        | 1975년 1월 17일 – 1983년 6월 18일   | 1978년 12월 22일 ↓ 1989년 11월 9일  | 덩샤오핑 이론 (중국 특색 사회주의)             | 부활 리셴녠 (1983~1988) 양상쿤 (1988~1989)                        | 화궈펑 (1978~1980) 자오쯔양 (1980~1987) 리펑 (1987~1989) |
| 중국인민정치협상회의 전국위원회 주석     | 덩샤오핑 邓小平 (1904–1997)   | 1978년 3월 8일 – 1983년 6월 17일        |                                     | 1978년 12월 22일 ↓ 1989년 11월 9일  | 덩샤오핑 이론 (중국 특색 사회주의)             | 부활 리셴녠 (1983~1988) 양상쿤 (1988~1989)                        | 화궈펑 (1978~1980) 자오쯔양 (1980~1987) 리펑 (1987~1989) |
| 중국공산당 중앙군사위원회 주석           | 덩샤오핑 邓小平 (1904–1997)   | 1981년 6월 28일 – 1989년 11월 9일       |                                     | 1978년 12월 22일 ↓ 1989년 11월 9일  | 덩샤오핑 이론 (중국 특색 사회주의)             | 부활 리셴녠 (1983~1988) 양상쿤 (1988~1989)                        | 화궈펑 (1978~1980) 자오쯔양 (1980~1987) 리펑 (1987~1989) |
| 중화인민공화국 중앙군사위원회 주석       | 덩샤오핑 邓小平 (1904–1997)   | 1983년 6월 6일 – 1990년 3월 19일        |                                     | 1978년 12월 22일 ↓ 1989년 11월 9일  | 덩샤오핑 이론 (중국 특색 사회주의)             | 부활 리셴녠 (1983~1988) 양상쿤 (1988~1989)                        | 화궈펑 (1978~1980) 자오쯔양 (1980~1987) 리펑 (1987~1989) |
|                                          | 장쩌민 江泽民 (1926–2022)     | 중국공산당 중앙위원회 총서기            | 1989년 6월 24일 – 2002년 11월 15일  | 1989년 11월 9일 ↓ 2002년 11월 15일  | 삼개대표사상                                   | 양상쿤 (1989~1993) 겸직(1993~2003)                                | 리펑 (1989~1993) 주룽지 (1993~2003)                      |
| 중국공산당 중앙군사위원회 주석           | 장쩌민 江泽民 (1926–2022)     | 1989년 11월 9일 – 2004년 11월 19일      |                                     | 1989년 11월 9일 ↓ 2002년 11월 15일  | 삼개대표사상                                   | 양상쿤 (1989~1993) 겸직(1993~2003)                                | 리펑 (1989~1993) 주룽지 (1993~2003)                      |
| 중화인민공화국 중앙군사위원회 주석       | 장쩌민 江泽民 (1926–2022)     | 1990년 3월 19일 – 2005년 3월 13일       |                                     | 1989년 11월 9일 ↓ 2002년 11월 15일  | 삼개대표사상                                   | 양상쿤 (1989~1993) 겸직(1993~2003)                                | 리펑 (1989~1993) 주룽지 (1993~2003)                      |
| 중화인민공화국의 주석                    | 장쩌민 江泽民 (1926–2022)     | 1993년 3월 27일 – 2003년 3월 15일       |                                     | 1989년 11월 9일 ↓ 2002년 11월 15일  | 삼개대표사상                                   | 양상쿤 (1989~1993) 겸직(1993~2003)                                | 리펑 (1989~1993) 주룽지 (1993~2003)                      |
|                                          | 후진타오 胡锦涛 (1942년 출생) | 중국공산당 중앙위원회 총서기            | 2002년 11월 15일 – 2012년 11월 15일 | 2002년 11월 15일 ↓ 2012년 11월 15일 | 과학적 발전관 (사회주의 조화사회)              | 겸직                                                              | 원자바오                                                 |
| 중화인민공화국의 주석                    | 후진타오 胡锦涛 (1942년 출생) | 2003년 3월 15일 – 2013년 3월 14일       |                                     | 2002년 11월 15일 ↓ 2012년 11월 15일 | 과학적 발전관 (사회주의 조화사회)              | 겸직                                                              | 원자바오                                                 |
| 중국공산당 중앙군사위원회 주석           | 후진타오 胡锦涛 (1942년 출생) | 2004년 9월 19일 – 2012년 11월 15일      |                                     | 2002년 11월 15일 ↓ 2012년 11월 15일 | 과학적 발전관 (사회주의 조화사회)              | 겸직                                                              | 원자바오                                                 |
| 중화인민공화국 중앙군사위원회 주석       | 후진타오 胡锦涛 (1942년 출생) | 2005년 3월 13일 – 2013년 3월 14일       |                                     | 2002년 11월 15일 ↓ 2012년 11월 15일 | 과학적 발전관 (사회주의 조화사회)              | 겸직                                                              | 원자바오                                                 |
|                                          | 시진핑 习近平 (1953년 출생)   | 중국공산당 중앙위원회 총서기            | 2012년 11월 15일 – 현재             | 2012년 11월 15일 ↓ 현재             | 시진핑 신시대 중국 특색 사회주의 사상 (중국몽) | 겸직                                                              | 리커창(2013~2023) 리창(2023~)                            |
| 중국공산당 중앙군사위원회 주석           | 시진핑 习近平 (1953년 출생)   |                                         | 2012년 11월 15일 – 현재             | 2012년 11월 15일 ↓ 현재             | 시진핑 신시대 중국 특색 사회주의 사상 (중국몽) | 겸직                                                              | 리커창(2013~2023) 리창(2023~)                            |
| 중화인민공화국의 주석                    | 시진핑 习近平 (1953년 출생)   | 2013년 3월 14일 – 현재                  |                                     | 2012년 11월 15일 ↓ 현재             | 시진핑 신시대 중국 특색 사회주의 사상 (중국몽) | 겸직                                                              | 리커창(2013~2023) 리창(2023~)                            |
| 중화인민공화국 중앙군사위원회 주석       | 시진핑 习近平 (1953년 출생)   | 2013년 3월 14일 – 현재                  |                                     | 2012년 11월 15일 ↓ 현재             | 시진핑 신시대 중국 특색 사회주의 사상 (중국몽) | 겸직                                                              | 리커창(2013~2023) 리창(2023~)                            |
| 중국공산당 중앙전면개혁심화지도소조 조장 | 시진핑 习近平 (1953년 출생)   | 2013년 12월 30일 – 현재                 |                                     | 2012년 11월 15일 ↓ 현재             | 시진핑 신시대 중국 특색 사회주의 사상 (중국몽) | 겸직                                                              | 리커창(2013~2023) 리창(2023~)                            |
| 중국공산당 중앙국가안전위원회 주석       | 시진핑 习近平 (1953년 출생)   | 2014년 1월 25일 – 현재                  |                                     | 2012년 11월 15일 ↓ 현재             | 시진핑 신시대 중국 특색 사회주의 사상 (중국몽) | 겸직                                                              | 리커창(2013~2023) 리창(2023~)                            |

## 같이 보기
- 중화인민공화국의 주석
- 중국공산당 중앙위원회 총서기
- 중국공산당 중앙군사위원회 주석